# Saint-Germain-la-Chambotte
Saint-Germain-la-Chambotte là một xã thuộc tỉnh Savoie trong vùng Auvergne-Rhône-Alpes ở đông nam nước Pháp.